# New Richmond (Indiana)
New Richmond és una població dels Estats Units a l'estat d'Indiana. Segons el cens del 2000 tenia 349 habitants.

## Demografia
Segons el cens del 2000, New Richmond tenia 349 habitants, 132 habitatges, i 100 famílies. La densitat de població era de 748,6 habitants/km².
Dels 132 habitatges en un 39,4% hi vivien nens de menys de 18 anys, en un 66,7% hi vivien parelles casades, en un 7,6% dones solteres, i en un 23,5% no eren unitats familiars. En el 22% dels habitatges hi vivien persones soles el 6,8% de les quals corresponia a persones de 65 anys o més que vivien soles. El nombre mitjà de persones vivint en cada habitatge era de 2,64 i el nombre mitjà de persones que vivien en cada família era de 3,08.
Per edats la població es repartia de la següent manera: un 29,2% tenia menys de 18 anys, un 7,7% entre 18 i 24, un 32,1% entre 25 i 44, un 19,8% de 45 a 60 i un 11,2% 65 anys o més.
L'edat mediana era de 33 anys. Per cada 100 dones de 18 o més anys hi havia 83 homes.
La renda mediana per habitatge era de 43.438 $ i la renda mediana per família de 50.268 $. Els homes tenien una renda mediana de 32.917 $ mentre que les dones 24.375 $. La renda per capita de la població era de 17.001 $. Cap de les famílies i el 3,8% de la població estaven per davall del llindar de pobresa.

## Poblacions més properes
El següent diagrama mostra les poblacions més properes.